# Лагунов, Александр Иванович
Александр Иванович Лагунов (*20 января 1938 года) — советский и украинский литературовед, исследователь творчества Афанасия Фета, Якова Полонского, поэзии русского символизма. Доктор филологических наук, профессор кафедры истории русской литературы Харьковского национального университета имени В. Н. Каразина.

## Биография
В 1960 году окончил историко-филологический факультет Ставропольского государственного педагогического института.
В 1962 году поступил в аспирантуру кафедры литературы этого же института.
В 1968 году защитил кандидатскую диссертацию в Московском государственном педагогическом институте имени В. И. Ленина. Тема диссертации — «Творчество Я. П. Полонского и литературное движение 50-х — 60-х годов XIX века».
С 1968 года начинает работать на кафедре литературы Ставропольского государственного педагогического института, сначала на должности старшего преподавателя, затем доцента. В 1972 и 1977 годах избирался деканом историко-филологического факультета. В 1978 году назначен проректором по учебной работе, и. о. ректора Ставропольского государственного педагогического института.
В 1980 году Министерством просвещения СССР командирован в Афганистан для организации подготовительного отделения по русскому языку для будущих студентов советских вузов. Был заведующим кафедрой русского языка и советником декана факультета при Кабульском политехническом институте.
С 1981 года сотрудник кафедры истории русской литературы Харьковского университета (с 1981 года — доцент, с 1999 — профессор).
В 1989—1993 годах читал курсы истории русской литературы и спецкурсы по русской поэзии в Университете г. Тампере (Финляндия).
В 2000 году защитил докторскую диссертацию в Институте литературы имени Т. Г. Шевченко НАН Украины. Тема диссертации — «Традиции А. А. Фета в поэзии русского символизма».

## Основные работы

### Монографии
- Лирика Якова Полонского. Ставрополь, 1974.
- Афанасий Фет и поэзия русского символизма. Харьков, 1999.
- А. А. Фет: от «золотого» к «серебряному» веку русской поэзии. Орел, 2009.

### Избранные статьи
- Полонский Яков Петрович // Лермонтовская энциклопедия. М., 1981. С. 426. То же, переизд.: М., 1999. С. 4—26.
- Особенности творческого восприятия Г. Гейне русской лирической поэзией 40-х годов XIX в. // Проблемы классической филологии и зарубежной литературы: тез. всесоюз. науч.-практ. конф. Харьков, 1988. (Рукопись деп. в ИНИОН АН СССР. № 35935 от 26 окт. 1988 г.)
- Афанасий Фет как предтеча русского символизма // Slavica Tamperensia. Tampere, 1996. N 5: Aspecteja. С. 129—137.
- Владимир Соловьев как поэт «школы Фета» // Русистика: сб. науч. тр. К., 2000. Вып. 1. С. 72—78.
- А. Фет и А. Блок: мифопоэтический аспект // А. А. Фет и русская литература: материалы Всерос. научн. конф., посвящ.180-летию со дня рождения А. А. Фета (Курск — Орел, 1—5 июля 2000). Курск; Орел, 2000. С. 272—281.

#### 2005—2012
- «Декабристский» роман Я. П. Полонского // Південний архів. Філологічні науки: збірник наук. пр. Херсон, 2005. Вип. 31. С. 54—59.
- Об аналогии слова и художественного произведения в теории словесности А. А. Потебни // Вісн. Харк. нац. ун-ту. 2005. № 659: Сер. «Філологія». Вип. 44. С. 125—128.
- Статья Андрея Белого «Мысль и язык (Философия языка А. А. Потебни)» как программный документ русского символизма // Олександр Потебня: сучасний погляд: матеріали міжнар. читань, присвяч. 170-річчю від дня народження фундатора Харк. філол. школи, 11—12 жовт. 2005 р. Харків, 2006. С. 155—166.
- Адаптация поэзии А. Фета в софийной лирике Вл. Соловьева // 21-е Фетовские чтения: Афанасий Фет и русская литература: материалы междунар. науч. конф., посвящ. изучению жизни и творчества А. А. Фета (Курск, 28—30 июня 2006 г.). Курск, 2007. С. 139—152.
- «Духовная телесность» и красота (Об эстетическом идеале Вл. Соловьева и А. А. Фета) // Наук. записки Харк. нац. пед. ун-ту. Сер. «Літературознавство». 2007. Вип. 3 (51). Ч. 1. С. 49—59.
- Национальная концептуализация пейзажа в цикле А. А. Фета «Снега» // 22-е Фетовские чтения: Афанасий Фет и русская литература: материалы междунар. науч. конф., посвящ. изучению жизни и творчества А. А. Фета (Курск, 20—22 сент. 2007 г.). Курск, 2008.
- Теория словесности А.А. Потебни в модернистской парадигме: искажение или развитие? // Вісник Харківського національного університету ім. В. Н. Каразіна. 2009. № 846. Сер. «Філологія». Вип. 56. С.147—151.
- О трансформации поэтической особенности образности А. А. Фета в лирике Вл. Соловьева // Вісник Харківського національного університету ім. В. Н. Каразіна. 2012. № 1014. Сер. «Філологія». Вип. 65. С. 229—236.

### Научное редактирование
Афанасий Фет. Стихотворения. Поэмы. М., 2005 (составитель и автор вступительной статьи).